# Boursay
Boursay är en kommun i departementet Loir-et-Cher i regionen Centre-Val de Loire i de centrala delarna av Frankrike. Kommunen ligger i kantonen Droué som tillhör arrondissementet Vendôme. År 2022 hade Boursay 179 invånare.

## Befolkningsutveckling
Antalet invånare i kommunen Boursay
| Referens: INSEE |